# Galeasa

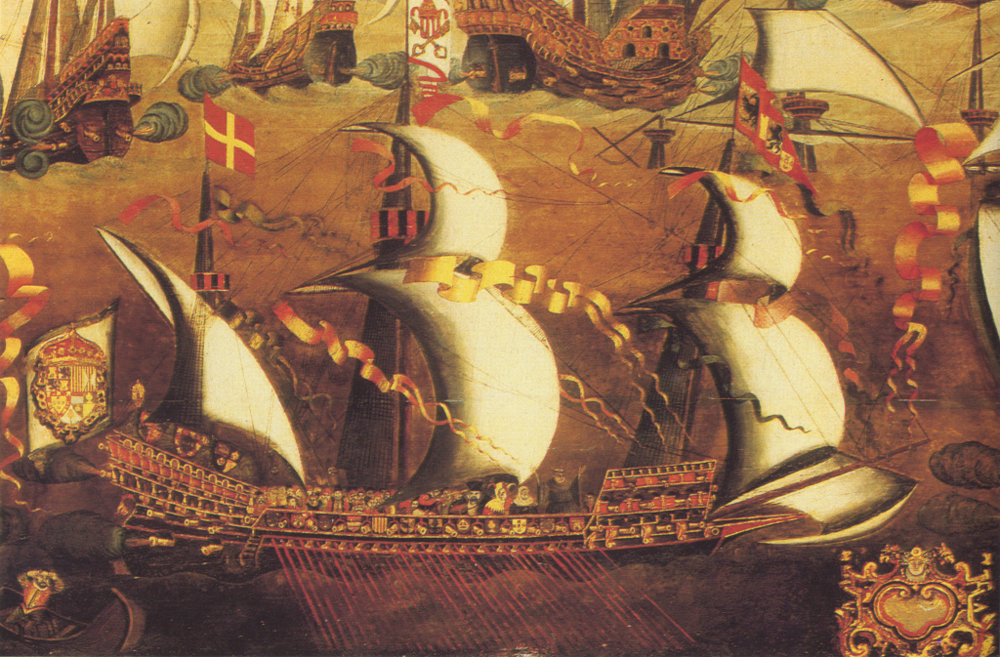
galeasa španělské Armady

Galeasa, v Turecku známá jako mahon, je typ plavidla, které se vyvinulo z velkých obchodních galér. Galeasy byly upraveny pro armádní použití, byly vyšší a větší než lehké galéry. Měly až 32 řad vesel, na každé veslařské lavici, postavené kolmo k trupu, bylo 5 veslařů. Obvykle měly tři stěžně s latinskými plachtami, příďovou a záďovou nástavbu. V boji se však loď pohybovala za pomoci vesel. Zbraňová paluba byla obvykle umístěna nad hlavami veslařů. Zejména v Benátkách bylo vyvíjeno velké úsilí, aby vyrobili galeasy tak rychlé jako regulérní galéry. Kolem poloviny 16. století byly v Benátkách postaveny galeasy s 268 veslaři, na jejichž palubách bylo 254 vojáků, kromě důstojníků a dělostřelců a 30 děl umístěných na bocích a v obou nástavbách. Délka lodí byla 50-80 metrů, šířka do 8 metrů, výtlak až 2000 tun.
Galeasa tvořila přechodný typ mezi galérou a opravdovou válečnou lodí. Bylo jich postaveno relativně málo, jejich nevýhodou byla skutečnost, že byly více odkázané na plachty a proto jejich pozice v přední linii galér na začátku bitvy nemohla být zaručena. Šest galeas bylo využito na straně křesťanského loďstva v bitvě u Lepanta (7. října 1571), kde jejich palebná síla pomohla k vítězství. Několik galeas doprovázelo španělskou Armadu roku 1588. La Girona, vyzbrojená 50 děly, ztroskotala u pobřeží severního Irska. Ve vraku bylo nalezeno 8 tisíc dělových koulí, 2 astroláby a šperky kapitána Fabricia Spinoly, které jsou v současnosti vystaveny v Ulster Museum v Belfastu.
Ve Středomoří s mělčími vodami a méně nebezpečným počasím se galeasy a galéry používaly, a to zvláště v Benátkách a v Turecku, i dlouho potom, co jinde byly vyřazeny jako zastaralé. Později byly nahrazeny galeonami.